# 2 Hearts
"2 Hearts" је песма аустралијске певачице Кајли Миног. Песма је објављена у 9. новембра 2007. године као први сингл са њеног десетог студијског албума X, у издању дискографске куће Парлофон.

## Информација о песми
Песма је обрада песме коју су снимили Киш Мов, који је продуцирао верзију Миног. "2 Hearts" је прво комерционално сингл Миног издање након што јој је дијагностикован рак дојке у мају 2005. године. Песма је издата као дебитантски сингл с албума у новембру 2007. године и примила различите критике од музичких критичара.
Миног је почела снимати материјал у Лондону иако јој је у мају 2005. године дијагностикован рак дојке. "2 Hearts" су написали и снимили лондонски електро музички састав Киш Мов. Миног је за песму рекла да ју је завољела од првог пута кад ју је чула. Такође, рад са Киш Мов описала је као радост. Песма и њени ремикси објављени у 9. октобра 2007. године. "2 Hearts" је широм света издат у различитим форматима. Већина територија добили су CD сингл или формат за дигитално преузимање, а у Уједињеном Краљевству песма је издата и као лимитирани винилни сингл.

## Успех на топ листама
"2 Hearts" је први пут пуштена на радију 10. октобра 2007. године. Песма је дебитовала у Великој Британији на лествици на 12. месту 11. новембра 2007. године, само због продатих дигиталних примерака. Доспјела је на своју највишу позицију на 4. месту 19. новембра 2007. године, и остала на лествици између првих 75 места укупно 13 недеља. "2 Hearts" дебитовала је на 29. месту на ирској лествици један седмица прије свог објављивања као сингл. Следеће недеље пјесма је доспела на своје највише 12. место на тој лествици и остала између првих 50 места 7 недеља.
Широм света пјесма је била јако успешна. У Шпанији и Тајвану доспела је на прво место, у Италији и Шведској на једно од првих 5 места. Песма је дебитовала у Аустралији на првом месту 19. децембра 2007. године, са продатих 6.000 примерака. Песма је постала десети хит Миног у Аустралији.

## Листа песама
Британски CD сингл 1
1. "2 Hearts"
2. "I Don't Know What It Is"

Британски CD сингл 2
1. "2 Hearts"
2. "2 Hearts" (Alan Braxe Remix)
3. "King or Queen"
4. "2 Hearts" (видео-спот)

Аустралијски CD сингл
1. "2 Hearts"
2. "2 Hearts" (Alan Braxe Remix)
3. "King or Queen"
4. "I Don't Know What It Is"
5. "2 Hearts" (видео-спот)

Руски CD сингл
1. "2 Hearts"
2. "I Don't Know What It Is"

Британски промотивни CD 1
1. "2 Hearts"

Британски промотивни CD 2
1. "2 Hearts" (Alan Braxe Remix)
2. "2 Hearts" (Alan Braxe Dub)
3. "2 Hearts" (Studio Version)
4. "2 Hearts" (Mark Brown Pacha Ibiza Upper Terrace Remix)
5. "2 Hearts" (A cappella)

## Историја издања
| Држава               | Датум              |
| -------------------- | ------------------ |
| Европа               | 9. новембра 2007.  |
| Аустралија           | 10. новембра 2007. |
| Уједињено Краљевство | 12. новембра 2007. |
| Русија               | 18. новембра 2007. |